# Oxid rubidný
Oxid rubidný je chemická sloučenina s vzorcem Rb2O. Oxid rubidný reaguje velmi prudce s vodou, proto se v přírodě nevyskytuje. Obsah rubidia v minerálech se často vyjadřuje v ekvivalentech Rb2O.
Oxid rubidný je žlutá pevná látka. Stejně jako většina oxidů alkalických kovů má antifluoritovou strukturu. Je to anhydrid hydroxidu rubidného.

## Vlastnosti
Rb2O „má rád“ ostatní alkalické oxidy kovů, je silně zásaditý. Exotermně reaguje s vodou za vzniku hydroxidu rubidného:
Rb2O + H2O → 2 RbOH
Takže Rb2O je hygroskopický a ochotně reaguje s vodou. Při žíhání Rb2O reaguje s vodíkem za vzniku hydroxidu rubidného a hydridu rubidného :
Rb2O + H2 → RbOH + RbH